# Pinus albicaulis
Pinus albicaulis Engelm. – gatunek drzewa iglastego z rodziny sosnowatych (Pinaceae). Występuje w Kanadzie (Alberta, Kolumbia Brytyjska) i USA (Kalifornia, Idaho, Montana, Nevada, Oregon, Waszyngton, Wyoming). Wolno rosnąca, długowieczna sosna wysokogórska.

## Morfologia
PokrójKorona drzewa stożkowata, z czasem zaokrąglona do nieregularnej.
PieńOsiąga wysokość 21 m, średnicę do 1,5 m. Przeważnie  prosty, ale na stanowiskach bliskich górnej granicy lasu często krótszy, wykrzywiony, wielopienny, do krzaczastego. Kora gładka, z wiekiem pęka na cienkie płaty, blado szara do jasnoszarej, z pewnej odległości wydaje się biała.
LiścieSzpilki zebrane po 5 na krótkopędach, przeważnie wzniesione i wygięte w kierunku szczytu gałązki. Osiągają długość 3–7 cm i średnicę 1–1,5(2) mm.
SzyszkiSzyszki męskie cylindryczne, podłużne, długości ok. 10–15 mm, czerwonawe. Szyszki żeńskie symetryczne, szerokojajowate do prawie kulistych, długości 4–8 cm, ciemnoszare do czarno-purpurowych. Osadzone na krótkiej szypułce lub siedzące. Łuski nasienne o cienkiej nasadzie, łatwo się odłamują. Nasiona długości 7–11 mm, orzechowo-brązowe, bez skrzydełek.
Gatunki podobnePod nieobecność szyszek (które rozróżniają obydwa gatunki) P. albocaulis podobna jest do Pinus flexilis.

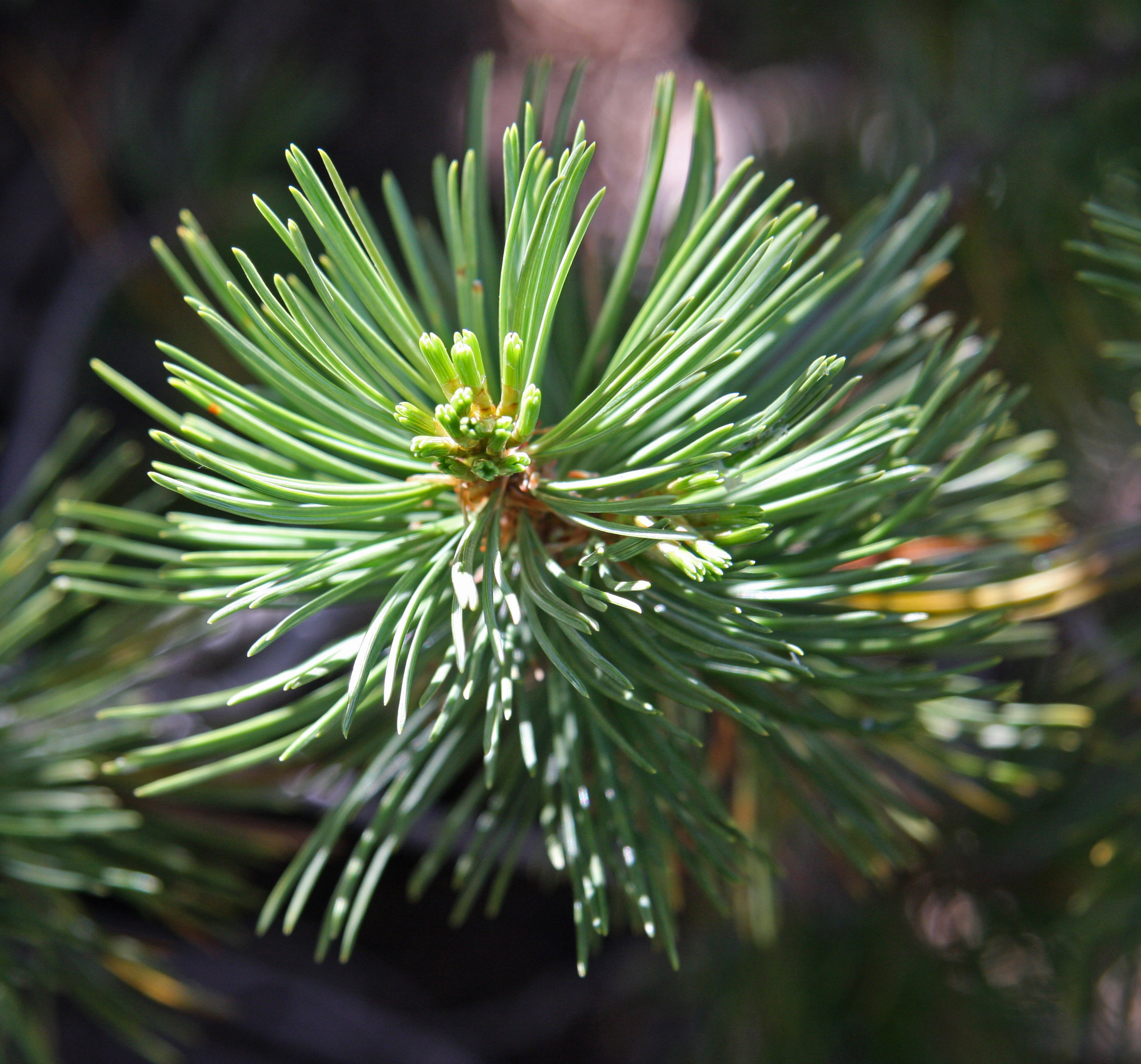
Igły
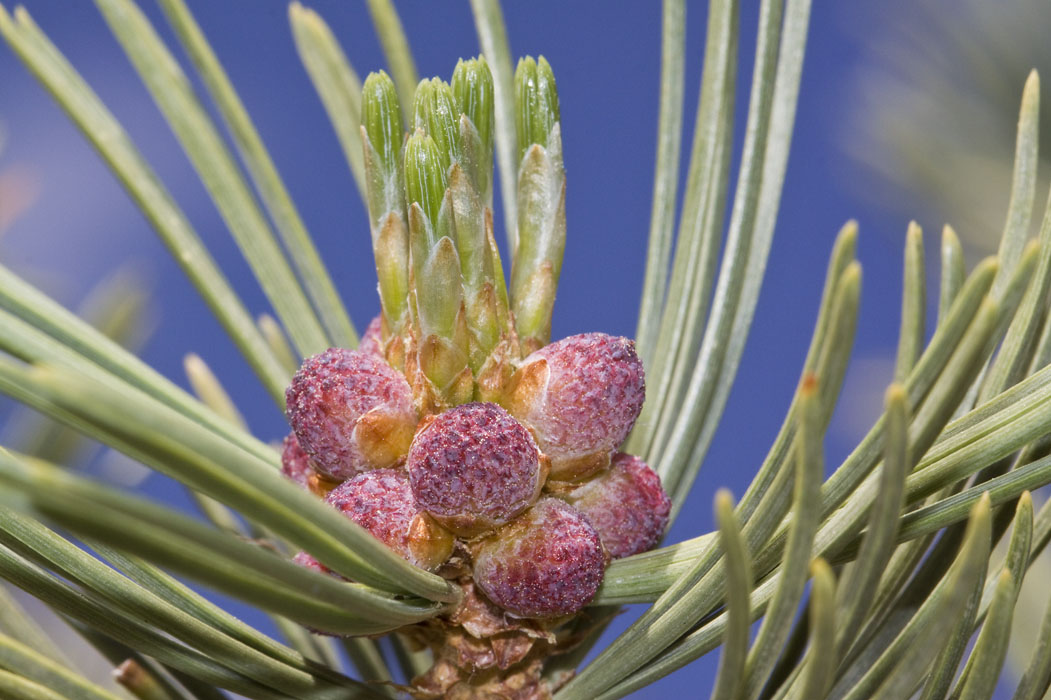
Kwiatostany męskie
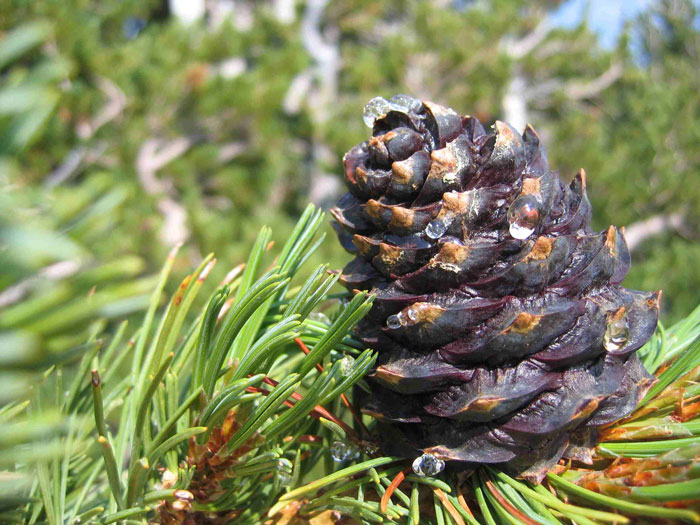
Igły i dojrzała szyszka

## Biologia i ekologia
Drzewo iglaste, wolno rosnące, żyjące średnio 500 lat. Najstarsze okazy na chłodnych i suchych stanowiskach dożywają 1000 lat. Gatunek jednopienny. Nasiona wytwarza późno, dopiero po osiągnięciu 30–50 lat. Pylenie następuje w pierwszej połowie lipca, na niżej położonych stanowiskach w czerwcu. Szyszki żeńskie dojrzewają na początku września następnego roku. Łuski szyszek lekko się rozchylają, ale nie otwierają na tyle żeby uwolnić nasiona, nie opadają. Nasiona są uwalniane tylko na skutek penetracji i strącenia szyszki przez zwierzę. Niektóre szyszki, z rozchylonymi łuskami, pozbawione nasion pozostają na drzewie przez szereg lat. Igły pozostają na drzewie przez 5–8 lat. Jedna wiązka przewodząca w liściu. Siewki wykształcają 7–9 liścieni.
Od ok. 8 tys. lat gatunek ten rośnie w wysokich górach na zachodzie Ameryki Północnej. Porasta zbocza górskie na dużych wysokościach, przez co zasięg nie jest ciągły. Część populacji jest geograficznie izolowana przez doliny górskie. Lasy P. albicaulis rozciągają się między 107° a 128° długości zachodniej oraz między 37° a 55° szerokości północnej. Jej stanowiska sięgają górnej granicy lasu i schodzą w dół, gdzie towarzyszy innym gatunkom iglastych. Im dalej na południe tym bardziej wzrasta wysokość, na której występuje ta sosna. W Kanadzie rośnie na nadmorskich wzgórzach w Kolumbii Brytyjskiej od wysokości 900 m n.p.m. W Albercie rośnie w Górach Skalistych. Na południu zasięgu rośnie na wysokościach 2590–3200 m w zachodnim Wyoming oraz między 3050 a 3660 m n.p.m. w Sierra Nevada.
Rośnie w zimnym, wietrznym i śnieżnym klimacie, w większości na glebach słabo wykształconych. Najobficiej (poza najsuchszymi obszarami zasięgu) występuje na szczytach zboczy i w miejscach cieplejszych, gdzie jest wystawiona na bezpośrednie działanie słońca i wiatru. Rzadziej spotykana na północnych zboczach, w miejscach zacienionych i niżej w kotlinach, gdzie dominują świerki (Picea engelmannii) i modrzewie (Larix lyallii). 
Przeważnie występuje z innymi gatunkami drzew iglastych, tworzy także jednogatunkowe stanowiska w suchszych obszarach górskich.

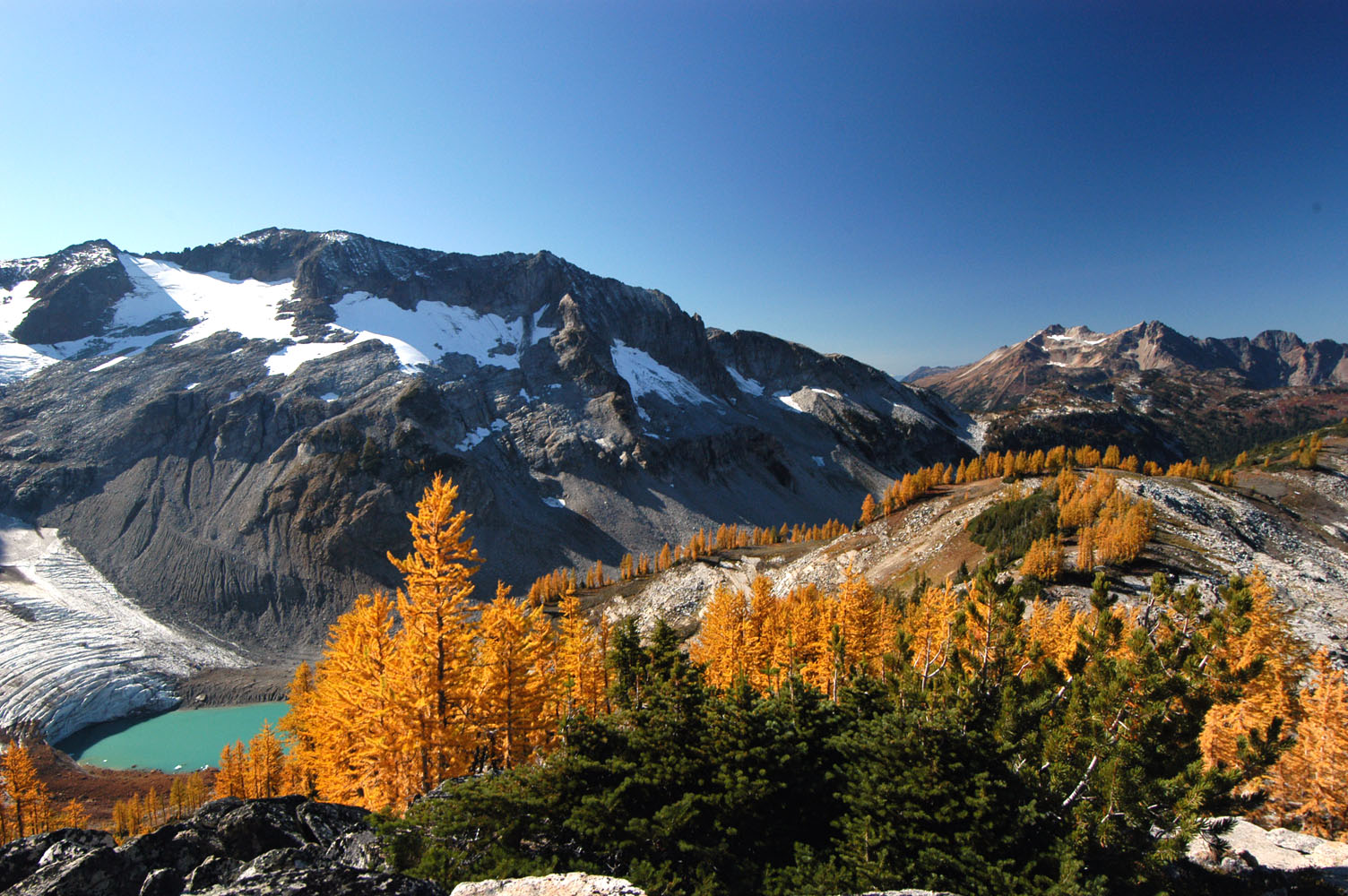
Glacier Peak Wilderness. Larix lyallii (żółty), Abies lasiocarpa (pierwszy plan, w centrum), Pinus albicaulis (pierwszy plan, po prawej).

Jako gatunek górski i lasotwórczy sosna ta pełni w środowisku istotną rolę, m.in. umacnia zbocza, zatrzymuje wodę w podłożu, ułatwia regenerację lasu po pożarach, dostarcza pożywienia dzikim zwierzętom. Pinus albicaulis ma największe nasiona spośród wszystkich iglastych w obrębie swojego zasięgu. Nasiona te zawierają 52% tłuszczu, co czyni je wartościowym pokarmem dla zwierząt podczas niskich temperatur, w tym dla niedźwiedzi (baribal, niedźwiedź grizzly) przygotowujących się do zimowego snu. Nasiona chętnie są zbierane przez ptaki i mniejsze ssaki, w tym orzechówkę popielatą (Nucifraga columbiana) i wiewiórkę pospolitą (Sciurus vulgaris), które część nasion zakopują w ziemi. Dzięki temu, że nie wszystkie kryjówki są później opróżniane, z zakopanych nasion wyrastają kolejne pokolenia drzew. Także po pożarze lasu, gatunek ten zyskuje przewagę nad innymi gatunkami roślin, bardziej tolerancyjnymi na zacienienie, i może się rozprzestrzeniać, mimo że nie ma już drzew wytwarzających nasiona.

## Systematyka i zmienność
Synonimy: Apinus albicaulis (Engelm.) Rydberg
Pozycja gatunku w obrębie rodzaju Pinus:
- podrodzaj Strobus
  - sekcja Quinquefoliae
    - podsekcja Strobus
      - gatunek P. albicaulis

## Zagrożenia i ochrona
Międzynarodowa organizacja IUCN umieściła ten gatunek w Czerwonej księdze gatunków zagrożonych, przyznając mu w 1998 r. kategorię zagrożenia VU (vulnerable), uznając go za gatunek narażony na wyginięcie. Stwierdzono spadek liczebności populacji tej sosny, na co miały wpływ zmieniające się warunki naturalne jak również działania człowieka. Główne zagrożenia to migracja siedlisk w wyniku ocieplania się klimatu, epidemie chorób (rdza wejmutkowo-porzeczkowa) i szkodników (Dendroctonus ponderosae) oraz ograniczenie pożarów lasu. Znaleziono kilka okazów P. albicaulis odpornych na rdzę wejmutkowo-porzeczkową i na bazie sadzonek z ich nasion przeprowadzana była reintrodukcja na naturalne stanowiska. Po ocenie w 2011 r. zmieniono klasyfikację na EN (endangered), uznając gatunek za zagrożony wyginięciem. Malejąca liczebność populacji może być zagrożeniem dla związku tej sosny z ptakami, jako agentami rozsiewającymi nasiona. Wstępne badania wykazały, że Nucifraga columbiana przestaje odwiedzać siedlisko, w którym liczba drzew produkujących nasiona osiąga pewne minimum.

## Choroby i szkodniki
- Rdza wejmutkowo-porzeczkowa – choroba sosen pięcioigielnych, powodowana przez grzyb Cronartium ribicola[6].
- Dendroctonus ponderosae – chrząszcz z rodziny ryjkowcowatych, największy szkodnik P. albicaulis[6]. Ocieplenie klimatu sprawia, że masowo atakuje lasy na większych wysokościach, dotychczas chronione przez niskie temperatury, w tym stanowiska P. albicaulis. Uśmierca zazwyczaj duże, starsze okazy, które wykształciły korę grubości odpowiedniej do bytowania larw. Młodsze i mniejsze drzewa są także narażone w warunkach silnej inwazji szkodnika.
- Essigella gillettei – mszyca z rodziny miodownicowatych (Lachnidae), żeruje na igłach[6].
- Puto cupressi i Puto pricei – pluskwiaki z rodziny wełnowcowatych (Pseudococcidae), żerują na gałęziach[6].
- Arceuthobium cyanocarpum – roślina pasożytnicza (pasożyt pędowy), której jednym z głównych gospodarzy jest P. albicaulis. Sosny tego gatunku są zainfekowane na stanowiskach w zachodnim Wyoming, północnej Nevadzie, środkowym Oregonie i północnej Kalifornii. Pasożyt spowodował wymarcie znacznej części populacji P. albicaulis na północnych zboczach góry Shasta w Kalifornii. W rezultacie pozostały duże obszary martwego lasu[9].

## Zastosowanie
Nasiona były czasem wykorzystywane przez rdzennych Amerykanów jako pożywienie.